# میل میلونه
میل میلونه باقیماندهٔ بنایی عجیب در شهرستان محلات که احتمالاً باقیماندهٔ یک بنای سنگی بسیار عظیم و باستانی است که از سنگ و ساروج ساخته شده‌است. برخی معتقدند این بنا برج مراقبتی برای قلعه جمشیدی بوده‌است. اما بعضی نیز آن را بقایای آتشکده‌ای به نام ورنه می‌دانند.

## مشخصات
این بنا ۸ متر ارتفاع دارد. ساختمان مربوط به میل میلونه، ۴ نبش داشته و زمینی به اندازه ۴ جریب که تقریباً برابر ۳۲۰۰ مترمربع است، داخل این نبش‌ها قرار می‌گرفته‌است.
میل میلونه بقایای ساختمانی است که کتاب «تاریخ قم» نیز از آن یاد شده‌است؛ 
در غرب نیمور در میان اراضی کشاورزی ستونی از سنگ‌های ریز که با ملات ساروج روی هم چیده شده‌اند وجود دارد. بلندی این ستون ۷ تا ۸ متر است و نشان از یک چهار طاقی دارد که آتشکده بوده‌است. این بنا را هم‌اکنون میل میلونه می‌گویند، ولی به احتمال قوی باقی مانده آتشکدهٔ «وره» است که در کتب تاریخی هم از آن یاد شده‌است. قلعه جمشیدی که بنا به روایتی هسته اولیه نیمور بوده، کمی بالاتر از این آتشکده واقع شده‌است.
این اثر تاریخی در سال ۱۳۸۶ توسط سازمان میراث فرهنگی با شماره ۱۹۶۸۵ در فهرست آثار ملی ایران به ثبت رسید.